# Campeonato Gaúcho de Futebol de 2024 - Série B
O Campeonato Gaúcho de Futebol - Série B de 2024 é a 23ª edição do terceiro nível do futebol gaúcho. A competição, organizada pela Federação Gaúcha de Futebol, será disputada por nove equipes entre os meses de setembro e dezembro e garantirá o acesso à Série A2 de 2025 ao campeão e vice-campeão da competição. 

## Fórmula de Disputa
Em 7 de agosto foi realizado o congresso técnico extraordinário da competição, definindo a fórmula de disputa:
- 1ª Fase: Consiste na divisão das equipes em dois grupos regionalizados, em que haverá confrontos em turno e returno dentro dos grupos. Classificam-se para a fase seguinte os dois melhores times de cada grupo:
Grupo A: Apafut, Gramadense, Guarani-VA e Real
Grupo B: Farroupilha, São Paulo-RS, Rio Grande e Riograndense
- Semifinal: Consistem em jogos eliminatórios disputados em ida e volta, com o mando de campo da segunda partida será do time que liderou o seu grupo.
- Acesso: Recebem vaga para a Série A2 de 2024 os clubes que forem classificados para a 3ª fase (finais).

## Primeira fase

### Grupo A
| Pos | Equipe     | Pts | J | V | E | D | GP | GC | SG | Classificado |     | GRA | REA | GUA | APA |
| --- | ---------- | --- | - | - | - | - | -- | -- | -- | ------------ | --- | --- | --- | --- | --- |
| 1   | Gramadense | 11  | 6 | 3 | 2 | 1 | 11 | 8  | +3 | Semifinal    |     | —   | 1–0 | 2–0 | 3–0 |
| 2   | Real       | 9   | 6 | 2 | 3 | 1 | 7  | 5  | +2 | Semifinal    |     | 2–2 | —   | 1–1 | 3–1 |
| 3   | Guarani-VA | 9   | 6 | 2 | 3 | 1 | 6  | 4  | +2 |              |     | 4–1 | 0–0 | —   | 0–0 |
| 4   | APAFUT     | 2   | 6 | 0 | 2 | 4 | 3  | 10 | −7 |              | 2–2 | 0–1 | 0–1 | —   |     |

### Grupo B
| Pos | Equipe       | Pts | J | V | E | D | GP | GC | SG | Classificado |     | RGE | SPO | RIG | FAR |
| --- | ------------ | --- | - | - | - | - | -- | -- | -- | ------------ | --- | --- | --- | --- | --- |
| 1   | Riograndense | 11 | 6 | 3 | 2 | 1 | 8  | 4  | +4 | Semifinal    |     | —   | 4–1 | 1–1 | 0–0 |
| 2   | São Paulo-RS | 7 | 6 | 2 | 1 | 3 | 8  | 9  | −1 | Semifinal    |     | 0–1 | —   | 3–0 | 1–2 |
| 3   | Rio Grande   | 4 | 6 | 1 | 1 | 4 | 5  | 10 | −5 |              |     | 2–1 | 1–2 | —   | 0–1 |
| 4   | Farroupilha  | 3Pereira, Gustavo (23 de outubro de 2024). «Fantasma perde mais quatro pontos por suposta escalação irregular». ahoradosul.com.br. Consultado em 25 de outubro de 2024</ref></ref> | 6 | 3 | 2 | 1 | 6  | 4  | +2 |              | 0–1 | 1–1 | 2–1 | —   |     |

1. ↑  Farroupilha perdeu oito pontos em julgamento no TJD por escalação irregular, ao relacionar, por duas vezes, para uma mesma partida da competição mais de três atletas que entraram em campo por alguma divisão de elite de qualquer campeonato estadual do país em 2024.[4]Rascado, Fernando (11 de outubro de 2024). «Farroupilha perde quatro pontos em julgamento no TJD por escalação irregular». ahoradosul.com.br. Consultado em 14 de outubro de 2024

## Fase final
Em itálico, as equipes que jogarão a primeira partida como mandante e em negrito as equipes vencedoras. 
|  | Semifinais       | Semifinais | Semifinais | Semifinais |   |      | Final | Final | Final | Final |
|  |                  |            |            |            |   |      |       |       |       |       |
|  | Riograndense     | 0          | 0          | 0          |   |      |       |       |       |       |
|  | Real             | 1          | 1          | 2          |   |      |       |       |       |       |
|  | Real             | 1          | 1          | 2          |   | Real | 2     | 0     | 2     |       |
|  |                  |            |            |            |   | Real | 2     | 0     | 2     |       |
|  |                  | Gramadense | 1          | 2          | 3 |      |       |       |       |       |
|  | Gramadense (pen) | Gramadense | 1          | 2          | 3 | 2    | 0     | 2 (9) |       |       |
|  | Gramadense (pen) |            |            |            |   | 2    | 0     | 2 (9) |       |       |
|  | São Paulo-RS     | 1          | 1          | 2 (8)      |   |      |       |       |       |       |